# Directive 2003/48/CE
La Directive 2003/48/CE du Conseil du 3 juin 2003 en matière de fiscalité des revenus de l'épargne sous forme de paiements d'intérêts, mieux connue sous la dénomination « Directive épargne », a pour objectif ultime à permettre que les revenus de l'épargne réalisés dans un État membre de l’Union européenne par un contribuable résidant dans un autre État membre soient effectivement imposés conformément aux dispositions législatives de l’État de résidence de ce contribuable. Actuellement, l’application de la directive se limite aux revenus sous forme de paiement d'intérêts en faveur de bénéficiaires effectifs qui sont des personnes physiques.  
Pour permettre l’imposition des revenus d’intérêts visés, la Directive prévoit deux façons de procéder :
- l'échange automatique de renseignements entre les États membres concernant ces paiements d'intérêts d’une part, et
- pendant une période de transition, l’application, par l’État d’origine des paiements, d’une retenue à la source sur les paiements d’intérêts dont le taux va augmenter progressivement à 35 %, le gros du produit de cette retenue étant versé à l’État de résidence du bénéficiaire des paiements d’intérêts.

Dans une première phase, l'Autriche, la Belgique et le Luxembourg qui connaissent des législations très strictes en matière de secret professionnel des banquiers ont opté pour la retenue à la source, le Luxembourg offrant aux bénéficiaires des paiements d’intérêt la possibilité d’opter pour l’échange d’informations au lieu de la retenue à la source. Depuis le 1er janvier 2010, la Belgique a remplacé la retenue à la source par l’échange d’informations.
La directive 2015/2060 est cependant venue abroger la directive 2003/48/EC.

## Référence
1. ↑  "Directive 2003/48/CE"
2. ↑  Directive (UE) 2015/2060 du Conseil du 10 novembre 2015 abrogeant la directive 2003/48/CE en matière de fiscalité des revenus de l'épargne sous forme de paiements d'intérêts, vol. OJ L, 18 novembre 2015 (lire en ligne)